# Triệu Đình Mỹ
Triệu Đình Mỹ (chữ Hán: 赵廷美; 947 - 984), tên thật Triệu Khuông Mỹ (赵匡美), tự Văn Hóa (文化), con trai Tống Tuyên Tổ Triệu Hoằng Ân (赵弘殷), em trai Tống Thái Tổ Triệu Khuông Dận (赵匡胤) và Tống Thái Tông Triệu Quang Nghĩa (赵光义), mẹ là Trần Quốc phu nhân Cảnh thị (陈国夫人耿氏), ông được cháu là Triệu Hằng truy phong là Minh Tông Hoàng Đế.

## Gia quyến

### Thê thiếp
- Sở Quốc phu nhân Trương thị (楚国夫人张氏; 948 - 1022), con gái Trấn Ninh quân Tiết độ sứ Trương Lệnh Đạc (张令铎).
- Xương Dương Quận phu nhân Phan thị (昌阳郡夫人潘氏)
- Câu Dưng Huyện quân Tôn thị (句容县君孙氏)

### Dòng dõi

#### Con trai
- An Đình hầu → An Đình Quận công → Nhạc Bình Quận công → Thân Quốc công → Cao Mật Quận vương Triệu Đức Cung (赵德恭; 962 - 1006), tự Phục Lễ (复礼), thê là Diệm Quốc phu nhân Trương thị (剡国夫人张氏), quan đến Quý Châu Phòng ngự sứ → Phong Châu Thứ sử → Tả vũ vệ Đại tướng quân → Tả kiêu vệ Đại tướng quân → Tả thần vũ Đại tướng quân → Tả vũ vệ Đại tướng quân → Thắng Châu Đoàn luyện sứ → Hành Châu Phòng ngự sứ, tặng Bảo Tín quân Tiết độ sứ, thêm Hộ Tín quân Tiết độ sứ, Thị trung, thụy Từ Huệ (慈惠)
  - Tuân Quốc công Triệu Thừa Khánh (赵承庆), quan đến Hòa Châu Đoàn luyện sứ, tặng Vũ Tín quân Tiết độ sứ
    - Triệu Khắc Kế (赵克继)

  - Vũ Đương hầu Triệu Thừa Thọ (赵承寿), quan đến Nam tác phường sứ, Đức Châu Thứ sử
    - Nhiêu Dương hầu Triệu Khắc Kỷ (赵克己), tự An Nhân (安仁)
      - Hội Kê Quận công Triệu Thúc Thiều (赵叔韶), tự Quân Hòa (君和), quan đến Hạ Châu Thứ sử → Hòa Châu Phòng ngự sứ, tặng Trấn Đông Tiết độ quan sát lưu hậu

    - Phùng Dực hầu Triệu Khắc Tu (赵克修), quan đến Thành Châu Đoàn luyện sứ
      - Doãn Quốc công Triệu Thúc Sung (赵叔充), quan đến Đường Châu Phòng ngự sứ, tặng Sùng Tín quân Tiết độ sứ, thụy Hiếu Tề (孝齐)
      - Triệu Thúc Mạo (赵叔瑁)
- Quảng Bình Quận vương Triệu Đức Long (赵德隆; 964 - 986), tự Nhật Tân (日新)
  - Triệu Thừa Huấn (赵承训), quan đến Thuận Châu Thứ sử, tặng Thâm Châu Đoàn luyện sứ
- Dĩnh Xuyên Quận vương Triệu Đức Di (赵德彝)
  - Triệu Thừa Mô (赵承谟)
  - Triệu Thừa Cự (赵承矩)
  - Triệu Thừa Úc (赵承勖)
  - Triệu Thừa Tiết (赵承节)
  - Triệu Thừa Củng (赵承拱)
  - Triệu Thừa Nhai (赵承街)
  - Triệu Thừa Tích (赵承锡)
- Quảng Lăng Quận vương Triệu Đức Ung (赵德雍)
  - Xương Quốc công → Vinh Quốc công → Tần Quốc công → Nhạc Bình Quận vương Triệu Thừa Lượng (赵承亮), quan đến Cảm Đức quân Tiết độ sứ, thụy Cung Tĩnh (恭静)
    - Ngụy Quốc công Triệu Khắc Du (赵克愉), quan đến Thái Châu Quan sát sứ, tặng Trung chính quân, Khai phủ nghi đồng tam ty, thụy Văn Tư (文思)
      - Triệu Thúc Nha (赵叔牙)

  - Nam Khang hầu Triệu Thừa Mục (赵承睦), quan đến Tả Lĩnh quân vệ đại tướng quân, Bành Châu Đoàn luyện sứ, Kiền Châu Quan sát sứ
- Vân Quốc công Triệu Đức Quân (赵德均)
  - Từ Quốc công → An Định Quận vương Triệu Thừa Giản (赵承简), quan đến Bảo Khang quân Lưu hậu, tặng Chương Hóa quân Tiết độ sứ, thụy Hòa Ý (和懿)
  - Triệu Thừa Chấn (赵承震), tặng Giải Châu Phòng ngự sứ
  - Triệu Thừa Tự (赵承绪)
  - Triệu Thừa Vĩ (赵承伟)
  - Tuyên Thành hầu Triệu Thừa Nhã (赵承雅), tặng Tuyên Châu Quan sát sứ
  - Triệu Thừa Duệ (赵承裔)
  - Triệu Thừa Giám (赵承鉴)
  - Triệu Thừa Tắc (赵承则)
  - Triệu Thừa Dụ (赵承裕)
  - Triệu Thừa Dực (赵承翊)
  - Tiêu Quốc công → Đông Bình Quận vương Triệu Thừa Càn (赵承干), quan đến Hoài Châu Phòng ngự sứ, tặng Bảo Tĩnh quân Tiết độ sứ
    - Hòa Quốc công Triệu Khắc Đôn (赵克敦)
      - Triệu Thúc Ang (赵叔盎), tự Bá Sung (伯充)
- Giang Quốc công Triệu Đức Khâm (赵德钦)
  - Lạc An hầu Triệu Thừa Tuân (赵承遵), tặng Thanh Châu Quan sát sứ
- Nguyên Quốc công Triệu Đức Nhuận (赵德润)
- Thân vương Triệu Đức Văn (赵德文)
  - Triệu Thừa Hiển (赵承显)
- Cô Tang hầu Triệu Đức Nguyện (赵德愿)
- Kỷ Quốc công Triệu Đức Tồn (赵德存)
  - Triệu Thừa Diễn (赵承衍)

#### Con gái
- Trường Thanh Quận chúa (长清郡主), gả Trang trạch sứ Điền Thủ Tín (田守信)
- Thừa Khánh Quận chúa (承庆郡主)
- Hưng Bình Quận chúa (兴平郡主)
- Vân Dương Công chúa (云阳公主), gả Hàn Sùng Nghiệp (韩崇业), sau mất phong hiệu Công chúa